# Ер Индија
Ер Индија (хинд. एअर इंडिया; енгл. Air India) је национална авио-компанија Индије.